# Teesy

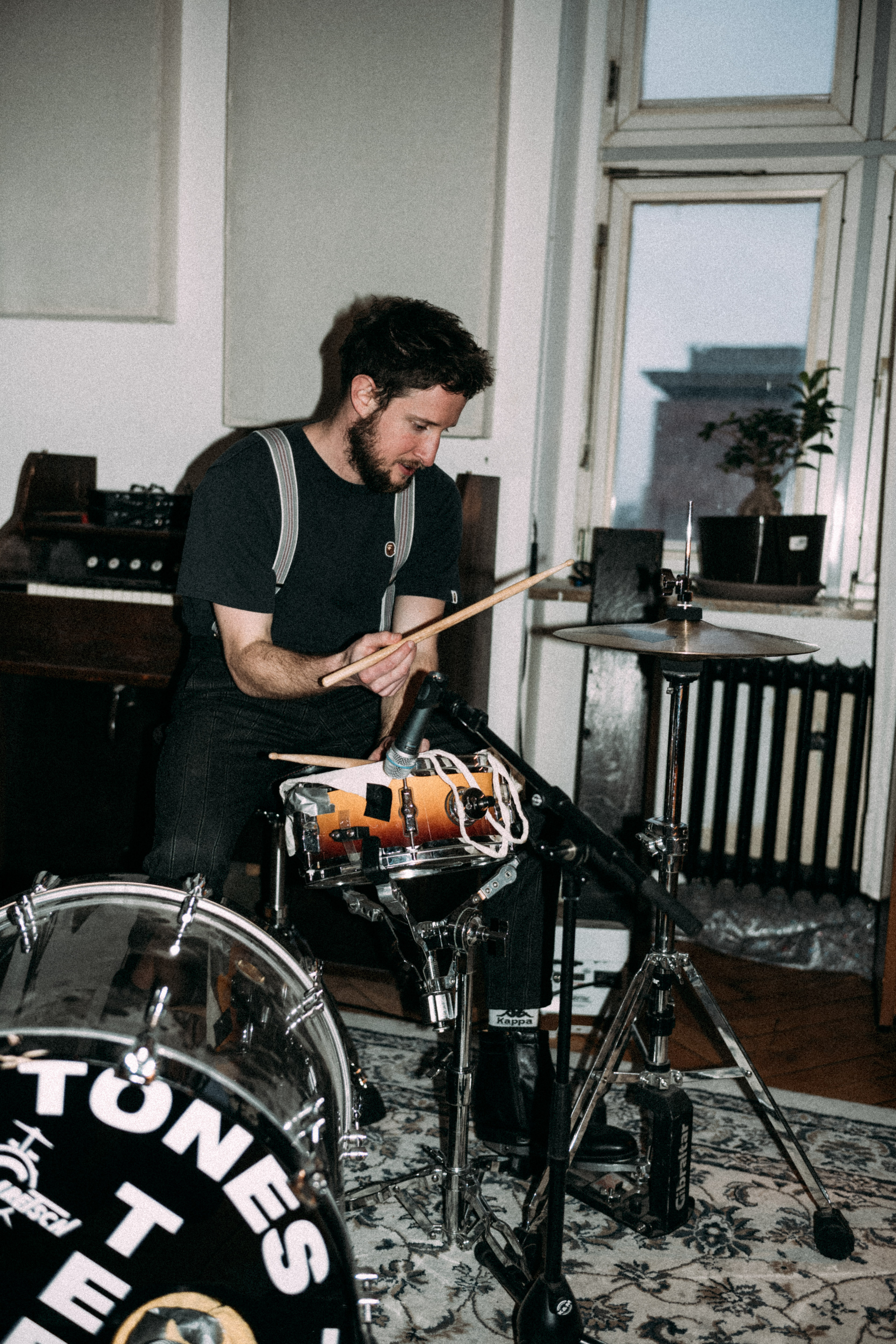
Teesy (2022)

Teesy (Künstlername von Toni Mudrack; * 8. Dezember 1990 in Berlin) ist ein deutscher Sänger, Songwriter und Rapper.

## Leben
Toni Mudrack wurde in Berlin geboren. In seiner Jugend spielte er Fußball beim SG Stern Kaulsdorf. Mit 15 Jahren begann er mit dem Rappen. Im Rahmen seines Lehramt-Studiums zog er nach Kiel und begann in der Hamburger Musikszene aktiv zu werden. 2011 veröffentlichte er seine erste EP Sturmzeit. In Hamburg lernte er die Tracksetters kennen, mit denen er zusammenarbeitete. Zusammen brachten sie 2012 das Mixtape Fernweh heraus. Daraufhin unterschrieb Teesy seinen ersten Verlagsvertrag mit Starting Lineup Music Publishing/BMG Rights und anschließend bei dem Independent-Label Chimperator, die den Künstler umgehend nach Vertragsunterschrift mit Cro auf große Deutschland-Tour schickten und Teesy in einer Cypher auf YouTube zusammen mit Kaas, Plan B und Cro einem breiteren Publikum vorstellten. Er war anschließend neben Dajuan als Feature auf dem Sunny-Mixtape von Cro vertreten. Chimperator veröffentlichte 2014 über iTunes die EP Auf Kurs.
Am 29. August 2014 erschien sein Debütalbum Glücksrezepte. Das Album erreichte Platz 34 der deutschen Album-Charts. Da er zum Beenden seines Studiums 2014 nach Magdeburg zog, durfte Teesy mit dem Song Keine Rosen am Bundesvision Song Contest 2014 für das Bundesland Sachsen-Anhalt teilnehmen. Er belegte dort den dritten Platz. Die Single erreichte Platz 66 der deutschen Charts.
Am 15. Juli 2016 erschien sein zweites Studioalbum Wünschdirwas.
Am 24. August 2018 erschien sein drittes Studioalbum Tones, am 23. April 2021 das vierte Hallo Toni.
Im Jahr 2019 wirkte er an Hoch und zwei weiteren Liedern auf dem Album Filter von Tim Bendzko mit. Hoch konnte sich in den deutschen und österreichischen Singlecharts platzieren.

## Stil
Teesy sei ein „Raopmantiker“, der versuche „den Hybriden Raop um eine saftige Note R’n’B und Soul zu erweitern“, urteilte ein Musikkritiker.

## Diskografie

### Studioalben
| Jahr | Titel Musiklabel                      | Höchstplatzierung, Gesamtwochen, AuszeichnungChartplatzierungen (Jahr, Titel, Musiklabel, Platzierungen, Wochen, Auszeichnungen, Anmerkungen) | Höchstplatzierung, Gesamtwochen, AuszeichnungChartplatzierungen (Jahr, Titel, Musiklabel, Platzierungen, Wochen, Auszeichnungen, Anmerkungen) | Höchstplatzierung, Gesamtwochen, AuszeichnungChartplatzierungen (Jahr, Titel, Musiklabel, Platzierungen, Wochen, Auszeichnungen, Anmerkungen) | Anmerkungen                             |
| Jahr | Titel Musiklabel                      | DE | AT | CH | Anmerkungen                             |
| ---- | ------------------------------------- | --- | --- | --- | --------------------------------------- |
| 2014 | Glücksrezepte Chimperator Productions | DE34 (2 Wo.)DE | AT55 (1 Wo.)AT | CH71 (1 Wo.)CH | Erstveröffentlichung: 2014              |
| 2016 | Wünschdirwas Chimperator Productions  | DE7 (2 Wo.)DE | AT42 (1 Wo.)AT | CH74 (1 Wo.)CH | Erstveröffentlichung: 2016              |
| 2018 | Tones Chimperator Productions         | DE17 (1 Wo.)DE | — | — | Erstveröffentlichung: 2018              |
| 2021 | Hallo Toni Jive Records               | — | — | — | Erstveröffentlichung: 2021              |
| 2023 | Kein Künstler Jive Records            | DE33 (1 Wo.)DE | — | — | Erstveröffentlichung: 9. Juni 2023      |
| 2024 | 33 Heroesjourney                      | — | — | — | Erstveröffentlichung: 13. Dezember 2024 |

### Mixtapes & EPs
- 2011: Sturmzeit (EP)
- 2012: Fernweh (Mixtape, Wiederveröffentlichung 2013)
- 2014: Auf Kurs (iTunes-EP, Chimperator Records)
- 2014: iTunes Sessions (iTunes-EP, Chimperator Records)

### Singles
| Jahr | Titel Album               | Höchstplatzierung, Gesamtwochen, AuszeichnungChartplatzierungen (Jahr, Titel, Album, Platzierungen, Wochen, Auszeichnungen, Anmerkungen) | Höchstplatzierung, Gesamtwochen, AuszeichnungChartplatzierungen (Jahr, Titel, Album, Platzierungen, Wochen, Auszeichnungen, Anmerkungen) | Anmerkungen                                                                        |
| Jahr | Titel Album               | DE | AT | Anmerkungen                                                                        |
| ---- | ------------------------- | --- | --- | ---------------------------------------------------------------------------------- |
| 2014 | Keine Rosen Glücksrezepte | DE66 (2 Wo.)DE | — | Erstveröffentlichung: 15. August 2014 3. Platz beim Bundesvision Song Contest 2014 |
| 2021 | Hör nicht auf Trip        | DE45 (3 Wo.)DE | AT44 (1 Wo.)AT | Erstveröffentlichung: 15. April 2021 Cro feat. Teesy                               |

Weitere Singles
- 2016: Jackpot (feat. Cro)
- 2021: Dinge, die ich meinen Eltern nicht sag

### Gastbeiträge
- 2014: Mach Kaputt (mit Psaiko.Dino, Rockstah & Bass Sultan Hengzt)
- 2015: Gentleman (mit Xatar)
- 2015: Lange Her (mit Cro & Max Herre)
- 2015: Geiz (mit Disarstar)
- 2015: Mein Palast (mit Disarstar)
- 2015: Warum Soll Sich Das Ändern (mit LOT)
- 2016: Tag & Nacht (mit Dajuan & Cro)
- 2016: In Love (mit Cro)
- 2017: 5 vor 12 (mit Yvonne Catterfeld)
- 2017: Sepia (mit Liam x)
- 2018: Fantasie (mit Mike Singer)
- 2018: Broken (mit Bamboos)
- 2018: 501 (mit SDP & Nico Santos)
- 2021: Hör nicht auf (mit Cro)

## Tourneen
- Support für Cros Open Air Tour (2013)
- Ein Fuß nach dem Anderen ClubTour (2013)
- Special Guest auf Cros Mello Tour (2014)
- Glücksrezepte Tour (2015)
- Wünschdirwas Tour (2017)
- Tones Tour (2018)